# Вецка (комуна)
Вецка (рум. Vețca) — комуна у повіті Муреш в Румунії. До складу комуни входять такі села (дані про населення за 2002 рік):
- Вецка (411 осіб) — адміністративний центр комуни
- Жакоду (294 особи)
- Селашурі (157 осіб)

Комуна розташована на відстані 235 км на північний захід від Бухареста, 27 км на південний схід від Тиргу-Муреша, 102 км на південний схід від Клуж-Напоки, 99 км на північний захід від Брашова.

## Населення
За даними перепису населення 2002 року у комуні проживали 862 особи.
Національний склад населення комуни:
| Національність | Кількість осіб | Відсоток |
| -------------- | -------------- | -------- |
| угорці         | 785            | 91,1%    |
| цигани         | 64             | 7,4%     |
| румуни         | 13             | 1,5%     |

Рідною мовою назвали:
| Мова      | Кількість осіб | Відсоток |
| --------- | -------------- | -------- |
| угорська  | 781            | 90,6%    |
| циганська | 64             | 7,4%     |
| румунська | 17             | 2,0%     |

Склад населення комуни за віросповіданням:
| Релігія       | Кількість осіб | Відсоток |
| ------------- | -------------- | -------- |
| римо-католики | 649            | 75,3%    |
| унітарії      | 149            | 17,3%    |
| реформати     | 32             | 3,7%     |
| православні   | 11             | 1,3%     |
| не релігійні  | 4              | 0,5%     |
| адвентисти    | 3              | 0,3%     |
| п'ятдесятники | 1              | 0,1%     |